# Paróquia Santo Antônio (Itabira)
A Paróquia Santo Antônio é uma circunscrição eclesiástica católica brasileira sediada no município de Itabira, no interior do estado de Minas Gerais. Faz parte da Diocese de Itabira-Fabriciano, estando situada na Região Pastoral I. Foi criada em 24 de janeiro de 2000.